# Неаполитанский университет имени Фридриха II
Неаполитанский университет имени Фридриха II — университет в Неаполе, один из старейших в мире.

## История
Основан 5 июня 1224 года при короле Фридрихе II как образовательный центр Сицилийского королевства. Первоначально находился на территории монастырского комплекса Сан-Доменико-Маджоре.
Лик Фридриха, чьё имя носит университет, изображён на университетской печати. Король, находясь в перманентной оппозиции к папе римскому, основал университет, не дожидаясь получения папской буллы. Это был первый подобный случай.
Университет не функционировал в 1435-51, 1451-65, 1474-78, 1480-87, 1496—1507, 1527-29, 1531, 1547, 1562, 1585 гг.
В 1616 г. университет переехал в новое здание на Palazzo degli Studi, построенное по проекту архитектора Дж. Фонтаны (в наши дни в этом здании располагается Национальный археологический музей). П. А. Толстой, побывав в Неаполе в 1698 году, оставил следующий отзыв:

Та академия построена казною публичною, то есть королевскою, зело велика, в которой 120 палат великих, нижних и верхних; сделаны те палаты вверх в пять житей. В тех полатах учатся до филозофии и до богословии и иных высоких наук и анатомии. В той академии бывает студентов 4000 человек и больше, учатся все без платы, кто ни приидет, вся плата мастерам королевская. В той же академии сделана особая палата на диспуты и на свидетельство учеников: которой докончит науку, тех свидетельствуют диспутами в той вышеписанной палате. Близко той палаты сделана палата, где чинится анатомия; та палата не есть велика и построена по обыкновению как надлежит быть анатомии. В той академии есть в Неаполе 400 человек дохтуров, а лекарей, и аптекарей, и медицын с 2000 человек.

## Современность
В нынешнем здании (на Corso Umberto I) университет находится с 1884 г. Согласно БСЭ, в 1972 году в университете Неаполя имелись следующие факультеты:
- факультеты медицины и хирургии (17 институтов и 14 клиник)
- факультеты математики, физики и естественных наук (15 институтов, в том числе общей биологии и генетики, экспериментальной физики, теоретической физики, физики Земли, математики)
- факультеты фармакологии, инженерный (29 институтов, в том числе аэродинамики, самолётостроения, кораблестроения, машиностроения, прикладной геологии, электрохимический, электротехнический, прикладной механики)
- архитектурный факультет (10 институтов)
- агрономический факультет (11 институтов)
- ветеринарный факультет (6 институтов)
- юридический факультет
- экономический факультет
- факультет филологии
- философский факультет

В 1972—1973 учебном году в Неаполитанском университете обучались более сорока тысяч студентов.
В университете Неаполя преподавали три тысячи педагогов, среди них более двухсот профессоров.
Библиотека университета, основанная в 1615 году, насчитывает более восьмисот тысяч томов..

## Преподаватели
См. Категория: Преподаватели Неаполитанского университета имени Фридриха II

## Выпускники
См. Категория: Выпускники Неаполитанского университета имени Фридриха II